# Herrenhaus Meilitz
Das Herrenhaus Meilitz war ein 1715 erbautes Herrenhaus im Ortsteil Meilitz der Stadt Berga-Wünschendorf im Landkreis Greiz in Thüringen. Das Kulturdenkmal wurde Ende 2013 abgebrochen.

## Geschichte
Hans Lebrecht von Koppy und seine Ehefrau Johanna Friederike von Wolffersdorf ließen das Gebäude 1715 auf Gutsgrund im Stil der Zeit errichten. Der zweigeschossige verputzte Massivbau unter hohem Mansardenwalmdach prägte 300 Jahre das Ortsbild östlich der Weißen Elster und die flache Landschaft nördlich von Wünschendorf/Elster.
Nach der Enteignung der Gutsbesitzerfamilie 1945 wurde das Herrenhaus Lehrlingswohnheim. Die großen Räume wurden entsprechend neu aufgeteilt und die meisten Türöffnungen verkleinert. Sämtliche Decken wurden abgehängt. 
2013 stellte der Eigentümer, Chef eines Logistikunternehmens, einen Abbruchantrag. Daraufhin wurden die Stuckdecken restauratorisch untersucht. Es waren Voutendecken mit reicher floraler Ornamentik. Da ein Teil der barocken Türblätter im Dachgeschoss aufbewahrt worden war und die Stuckdecken über den abgehängten Decken größtenteils erhalten waren, wäre eine denkmalgerechte Rekonstruktion möglich gewesen. Das Thüringische Landesamt für Denkmalpflege und Archäologie verweigerte die Zustimmung zum Abbruch. „Gerade für die Dokumentation und Erforschung des barocken Stucks in Thüringen sei der in der Fachliteratur bisher nicht behandelte, weil unbekannte Bestand in Meilitz, von großer wissenschaftlicher Bedeutung.“ 
Dennoch wurde dem Abbruchgesuch durch die bei der Stadt Greiz angesiedelte Untere Denkmalschutzbehörde zugestimmt. „Mit dem Abbruch“, so Landeskonservator Holger Reinhardt, „ist ein weiteres Zeugnis der Baukultur des 18. Jahrhunderts und ein Vorbild für die profane Baukunst im bürgerlichen Wohnhausbau verloren gegangen.“

## Schriftquellen
- Wolfgang Hirsch: Zwei Herrenhäuser verschwinden von der Denkmalliste. Thüringer Landeszeitung Jena, 7. Februar 2014